# Darren Cross
Darren Cross  es un supervillano ficticio que aparece en los cómics estadounidenses publicados por Marvel Comics. Es el archienemigo de Scott Lang, el segundo superhéroe en llamarse Hombre Hormiga, y el primo de Crossfire. Apareció por primera vez en Marvel Premiere #47 (abril de 1979), creado por John Byrne y David Michelinie.
El personaje es retratado por Corey Stoll en la película del universo cinematográfico de Marvel Ant-Man (2015) como Yellowjacket; este concepto se integraría posteriormente en los cómics pasando a ser la tercera versión de Yellowjacket en el Universo Marvel; en la película Ant-Man and the Wasp: Quantumania (2023) aparece como M.O.D.O.K.

## Historial de publicaciones
Creado por John Byrne y David Michelinie, Darren Cross debutó en Marvel Premiere #47 (abril de 1979). El personaje hizo su primera aparición como Yellowjacket en The Astonishing Ant-Man #12 (septiembre de 2016), que fue escrito por Nick Spencer e ilustrado por Brent Shoonover.

## Biografía ficticia del personaje
Darren Cross es un millonario que fue responsable de la creación de una empresa exitosa que rivaliza con sus principales competidores. Sin embargo, Darren fue diagnosticado con una enfermedad cardíaca rara y tuvo que usar un marcapasos nucleorganicos experimentales con el fin de salvar su vida. A pesar de ser un éxito, el marcapasos ha mutado el cuerpo de Darren y le dio habilidades sobrehumanas, aunque el principal efecto secundario del uso excesivo es la quema de su interior. Darren pasó por varios trasplantes de corazón a causa de esto, que lo llevó a capturar al cardiocirujano, la Dr. Erica Sondheim para reemplazar su corazón, así como secuestrar «donantes» de los barrios bajos. Esto atrajo la atención del segundo Ant-Man buscando para que Sondheim con el fin de salvar a su propia hija. La batalla resultante con Ant-Man quemado el corazón de Darren como Sondheim le había dado un corazón de edad antes de Ant-Man de estrellarse de la cirugía.
Después de su muerte, la empresa familiar creada por Darren había sido controlada por su primo William Cross, y más tarde su hijo Augustine Cross.
Más tarde se reveló que el cuerpo de Darren se mantuvo en un estado criogénico, ya que Agustín estaba obsesionado con devolver a Darren a la vida y, finalmente, obliga al Dr. Sondheim a ayudar. Reclutando la ayuda de Crossfire, Agustín había orquestado la captura de Cassie Lang ya que se requiere el corazón de la chica para soportar las condiciones únicas cuando se trasplantan en Darren. Mientras que la infiltración de las Empresas Tecnológicas Cross para rescatar a Cassie, Ant-Man se encontró con su némesis restaurado. Darren dedica a la lucha contra Ant-Man, mientras el Hombre Hormiga compra tiempo para Sondheim de trasplantar otro corazón a Cassie. Darren está en última instancia obligado a huir con su hijo cuando las partículas Pym, ahora en su cuerpo que le hizo encogerse.
Como parte de All-New, All-Different Marvel, Power Broker II se acercó más tarde a Darren Cross para demostrar su última aplicación «Hench» mediante la contratación de Torbellino para matar a Ant-Man. Sin embargo, Cross no estaba dispuesto a darle a Power Broker los 1.200 millones de dólares que exigía para invertir en la aplicación Hench. Esto provocó que Power Broker cancelara la demo y cancelara el asesinato de Torbellino en Ant-Man.
Cross luego representó a su propia compañía cuando asistió a una reunión en el Banco Universal con Tiberius Stone de Alchemax, Wilson Fisk de Industrias Fisk, Sebastian Shaw de Industrias Shaw, Zeke Stane de Stane International, Frider de Shi'ar Solutions Consolidated, y Wilhelmina Kensington de Kilgore Arms donde discutieron los planes de Dario Agger y Compañía de Energía Roxxon para explotar los Diez Reinos de Asgard. Cross también vio la llegada de Exterminatrix de la Fundación Midas que noqueó a Darío y se declaró a sí misma como un nuevo miembro de su asamblea.
Para combatir a Ant-Man, Cross reclutó a Egghead para que trabajara para él en su compañía. Egghead ayudó a Cross a controlar sus habilidades de partículas Pym creando la armadura Yellowjacket para él. Cross, Egghead y Crossfire atacaron durante el juicio de su némesis en el lugar de Cassie, pero fueron contratados por Ant-Man, She-Hulk (como la abogada defensora de Scott), Miss Thing, Grizzly, Machinesmith y la hija de Scott, Cassandra (también conocida como «Stinger»). Cross fue derrotado por Stinger, lo que condujo a la aprobación final de Peggy Rae de la vida del superhéroe de Scott y la absolución de Scott en los tribunales.
Durante la parte de «Apertura de Salvo» de la historia del Imperio Secreto, Yellowjacket aparece como miembro del Ejército del Mal del Barón Zemo.
Durante la historia de «Hunted», Yellowjacket se encuentra entre los personajes con temas de animales que fueron capturados por Taskmaster y Black Ant para la Gran Cacería de Kraven el Cazador, que fue patrocinado por la compañía de Arcade Industrias Arcade. Cuando termina la Gran Cacería, Yellowjacket encuentra a Black Ant en los arbustos mientras él, Mosca Humana, Razorback, Sapo y Conejo Blanco planean vengarse de él.
Cross se uniría al Club Fuego Infernal en un asalto a Krakoa.

## Poderes y habilidades
Darren Cross posee una mente científica aguda y es un exitoso hombre de negocios. El marcapasos nucleorgánico experimental que salvó a Cross de su afección cardíaca también le otorgó habilidades sobrehumanas, como atributos físicos mejorados, mayor percepción sensorial y un factor de curación regenerativo. Después de obtener el corazón equipado con partículas de Pym de Cassie Lang durante el trasplante de corazón, ganó habilidades de cambio de tamaño sin control hasta el momento. Se demostró que puede crecer cuando está enojado y encogerse cuando está tranquilo. 
Egghead más tarde usa el traje Yellowjacket de Cross para ayudarlo a controlar sus poderes cuánticos de partículas Pym. La armadura otorga durabilidad y vuelo mejorados a Cross, además de presentar «aguijones» que pueden descargar potentes explosiones de energía bioeléctrica.

## En otros medios

### Televisión
- La versión de Darren Cross de Yellowjacket aparece en Lego Marvel Super Heroes: Avengers Reassembled, con la voz de Travis Willingham. Contratado por Ultron, toma el control de la armadura de Iron Man. Después de que Visión advierta a Yellowjacket, el Capitán América llama a Ant-Man para luchar contra Yellowjacket, donde es eliminado de la armadura de Iron Man y a una red cercana en el Helicarrier de S.H.I.E.L.D. para ser encontrado por Spider-Man y Araña de Hierro. Después de obtener información de Yellowjacket, Spider-Man le dice a los Vengadores acerca de los planes de Ultron para usar los códigos especiales de la Torre de los Vengadores para obtener el control de la Legión de Hierro. Mientras los Vengadores se dirigen a luchar contra Ultron, los agentes de S.H.I.E.L.D. se llevan a Yellowjacket.
- La iteración de Darren Cross de Yellowjacket aparece en Disney XD, Ant-Man en cortos animados, expresado por William Salyers.

### Películas
Darren Cross aparece en películas ambientadas en Marvel Cinematic Universe (MCU), interpretado por Corey Stoll.
- Cross aparece como el principal antagonista en la película Ant-Man (2015).[18][19] Él es un antiguo prodigio que es el protegido hijo de Hank Pym, una relación parecida a la de un hermano con Hope van Dyne, y un némesis de Scott Lang. Cross empuja a Pym fuera de la compañía homónima de su mentor y asume el cargo de CEO, debido a la obsesión de duplicar la tecnología de reducción de Ant-Man original. Cross intenta esto con su traje Yellowjacket a pesar de su tecnología de reducción imperfecta, que lentamente lo vuelve loco ya que altera la química de su cerebro. Al tratar de vender el traje de Yellowjacket a Mitchell Carson de la facción de HYDRA y los Diez Anillos, Cross tiene un enfrentamiento con Scott, lo que resulta en que Cross se ponga el traje Yellowjacket para detener al nuevo Ant-Man. Cuando Scott y Hank destruyen por completo el trabajo de Pym Technologies, Yellowjacket intenta vengarse amenazando a la hija de Scott. Pero Scott lo detiene encogiéndose en el traje Yellowjacket y jugando con sus funciones, lo que hace que se encoja incontrolablemente y se desintegre.[20][21]
- Cross aparece en Ant-Man and the Wasp: Quantumania (2023) ahora convertido en M.O.D.O.K. (Mechanized Organism Designed Only for Killing), debido a la reducción descontrolada y se alineó con Kang el Conquistador. Después de que Cassie Lang apela a su mejor naturaleza, Cross traiciona a Kang y da su vida para detener a su antiguo maestro.[3]

### Videojuegos
- Yellowjacket aparece como un personaje jugable en Marvel Future Fight.
- Yellowjacket aparece como un personaje jugable en Marvel Contest of Champions.
- Yellowjacket aparece como un personaje jugable en Lego Marvel Vengadores.
- Yellowjacket aparece en Marvel: Avengers Alliance 2.
- Yellowjacket aparece en Marvel Avengers Academy.[22]